# أنجيلينا
أنجيلينا (بالإنجليزية: Angelina)‏ هي مغنية أمريكية، ولدت في 10 فبراير 1976 في يونيون سيتي في الولايات المتحدة.

## روابط خارجية
- أنجيلينا على موقع ميوزك برينز (الإنجليزية)
- أنجيلينا على موقع أول ميوزيك (الإنجليزية)
- أنجيلينا على موقع ديسكوغز (الإنجليزية)